# Uliap
Uliap - Уляп (rus) - és un aül de la República d'Adiguèsia, a Rússia. Es troba a 32 km a l'est de Krasnogvardéiskoie i a 71 km al nord-oest de Maikop, la capital de la república.
Pertany a aquest municipi el poble de Xturbino.

## Història

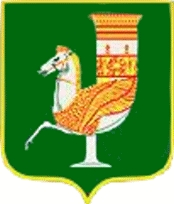
Escut de la regió de Krasnogvardéiskoie, en què es representa el ríton trobat a Uliap.

L'àrea on es troba l'actual Uliap ha estat poblada des de temps antics. Les primeres excavacions arqueològiques realitzades al jaciment el 1908, conduïdes per Nikolai Vesselovski, descobriren en un kurgan (túmul) un ric enterrament d'un cap de tribu de la cultura de Maikop. Al kurgan 4-1982 (un dels kurgans de l'Ulka), l'arqueòleg Aleksandr Leskov hi descobrí un ríton de plata decorat amb una representació d'un cavall alat mític a la part davantera i un disc d'or en relleu que representa la batalla entre els déus grecs i els gegants al tronc. Aquest ríton apareix en l'escut de la regió de Krasnogvardéiskoie i és un dels símbols de la República d'Adiguèsia.
El 1861, després del final de la guerra russo-circassiana, emigrants de l'aül de Bonokokhabl i d'altres aüls adiguesos fundaren en aquesta terra entre els rius Ulka i Labà l'aül Ulski, per Ule, que era com els adiguesos coneixien l'Ulka. El 1867, a causa de constants inundacions, l'aül fou traslladat a l'emplaçament actual, més allunyat de la vora del Labà que l'original, remuntant el curs de l'Ulka. Per això es considera l'últim any com el de la seva fundació oficial. Segons el cens imperial rus del 1897, aquell any vivien a la vila unes 555 famílies.